# Douwe van Aylva (1610-1665)
Douwe van Aylva, ook wel: Douwe Meckema van Aylva (Holwerd, 1610 - Ternaard, 11 februari 1673) was grietman in de Nederlandse provincie Friesland.

## Biografie
Van Aylva was een zoon van Douwe van Aylva (1579-1638), grietman van Westdongeradeel, en Luts van Meckema (1584-1630). Douwe was lid van de familie Van Aylva. Hij werd in 1626 ingeschreven als student aan de universiteit van Franeker. Daarna studeerde hij vanaf 1628 aan de universiteit van Leiden.
In 1638 werd Van Aylva benoemd tot grietman van Westdongeradeel in navolging van zijn vader en grootvader. In 1654 deed hij afstand van dit ambt ten gunste van zijn zoon Ernst Sicco van Aylva. Zelf werd hij in datzelfde jaar grietman van Leeuwarderadeel. Naast grietman was Douwe ook lid van de Gedeputeerde Staten van Friesland. Hij door Christianus Schotanus dan ook wel aangeduid als "bijkans opperregent van Vriesland".
Van Aylva was ook betrokken bij de vervening in het zuidoosten van Friesland. In 1649 sloot hij met Sjoerd van Aylva, grietman van Dantumadeel, Hero van Ockinga en Saco van Teyens een contract met Passchier Hendriks Bolleman om het hoogveen rond Bakkeveen te kunnen exploiteren. Naar hem is in Bakkeveen ook de straatnaam "Douwelân" genoemd.
Van Aylva bewoonde in Ternaard de stins Herwey die gelegen was in een kromming van de Stationswei/Hantumerwei. Voor zijn zoon, Ernst Sicco, liet Douwe een tweede state in Ternaard bouwen: de Spycker.

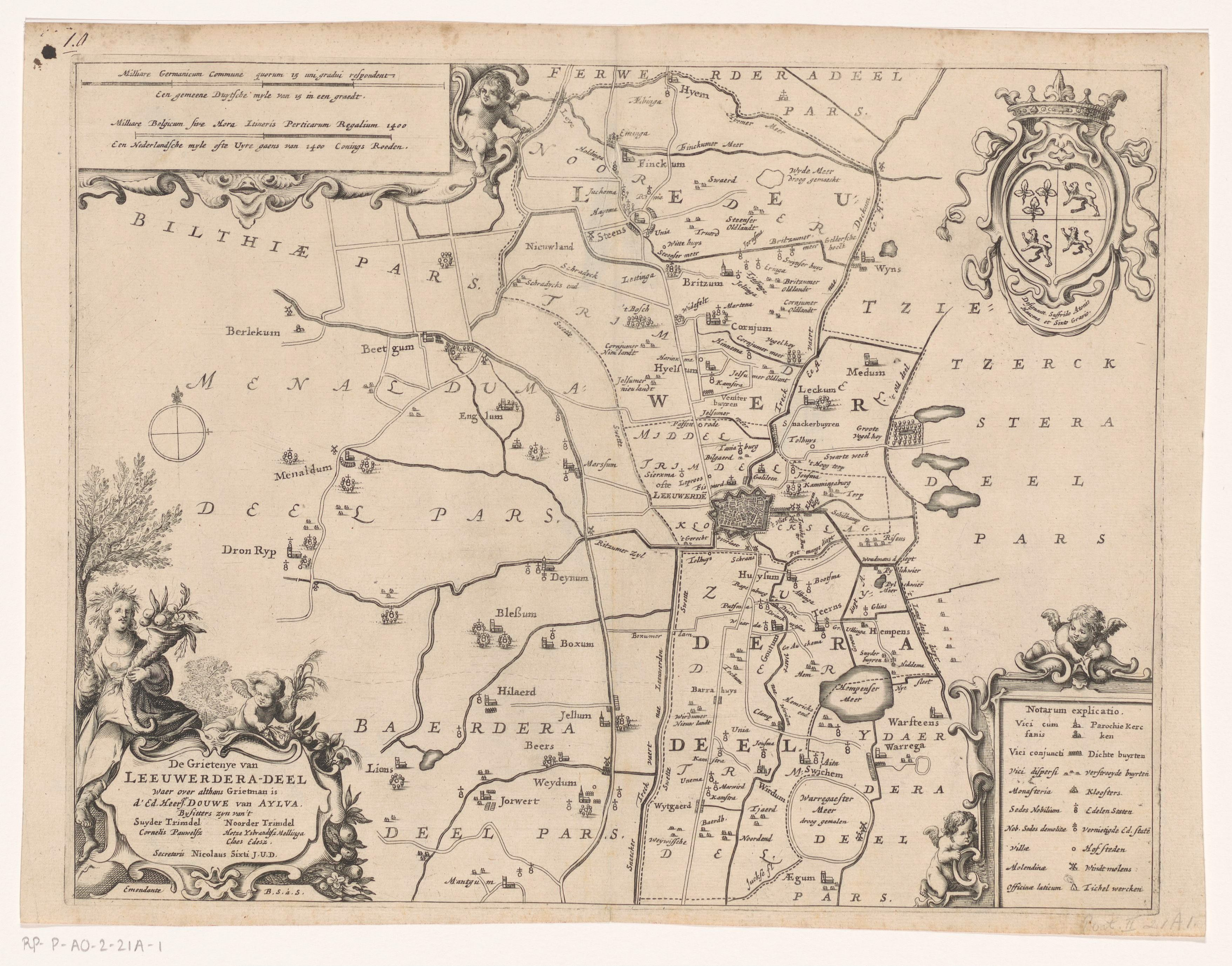
Kaart van de grietenij Leeuwarderadeel uit 1664 met rechtsonder in de cartouche "d'Ed. Heer Jr. Douwe van Aylva" vermeld als grietman.
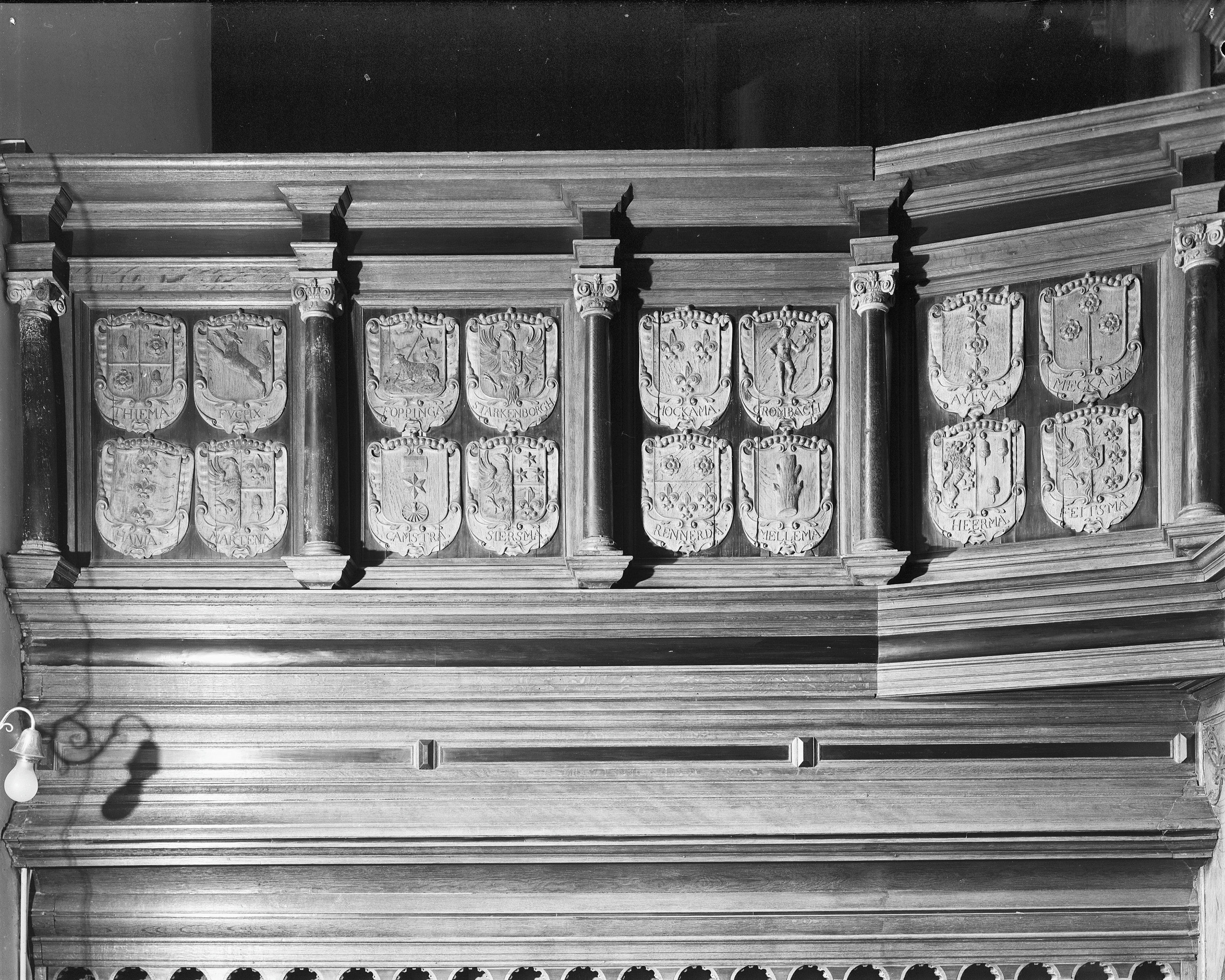
De kwartieren van Douwe van Aylva op de orgelbalustrade van de Grote Kerk te Ternaard.
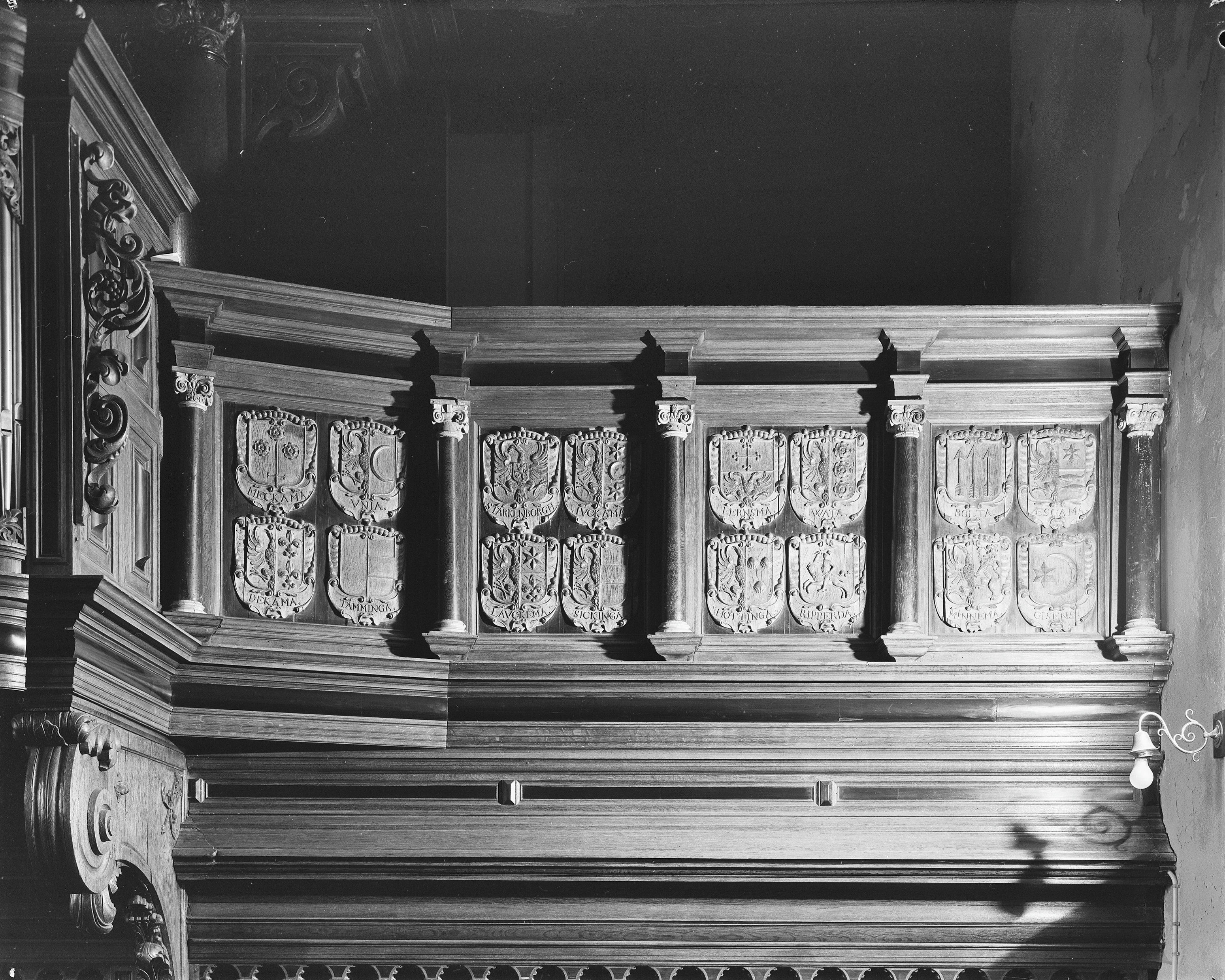
De kwartieren van Luts van Meckema (†1670) op de orgelbalustrade van de Grote Kerk te Ternaard.

## Huwelijk en kinderen
Van Aylva trouwde in 1632 met Luts van Meckema (†1670), dochter van Juw van Meckema en Lucia van Dekema. Zij kregen samen de volgende kinderen:
- Ernst van Aylva (†1651).
- Ernst Sicco van Aylva (1635-ca.1678), trouwde met Anna van Cammingha (1640-1675). Ernst volgde zijn vader op als grietman.
- Luts van Aylva (1638-1718), trouwde Feye van Scheltema, grietman van Kollumerland en Nieuwkruisland. Na Feyes overlijden hertrouwde zij met Epe van Aylva, eveneens grietman van Kollumerland en Nieuwkruisland. Ook hun zoon Douwe Feyo van Aylva was grietman van deze grietenij.
- Helena van Aylva (1640), jong overleden.
- Douwe van Aylva (1642), jong overleden.
- Helena van Aylva (1650), jong overleden